# Mechanizirovannyj korpus

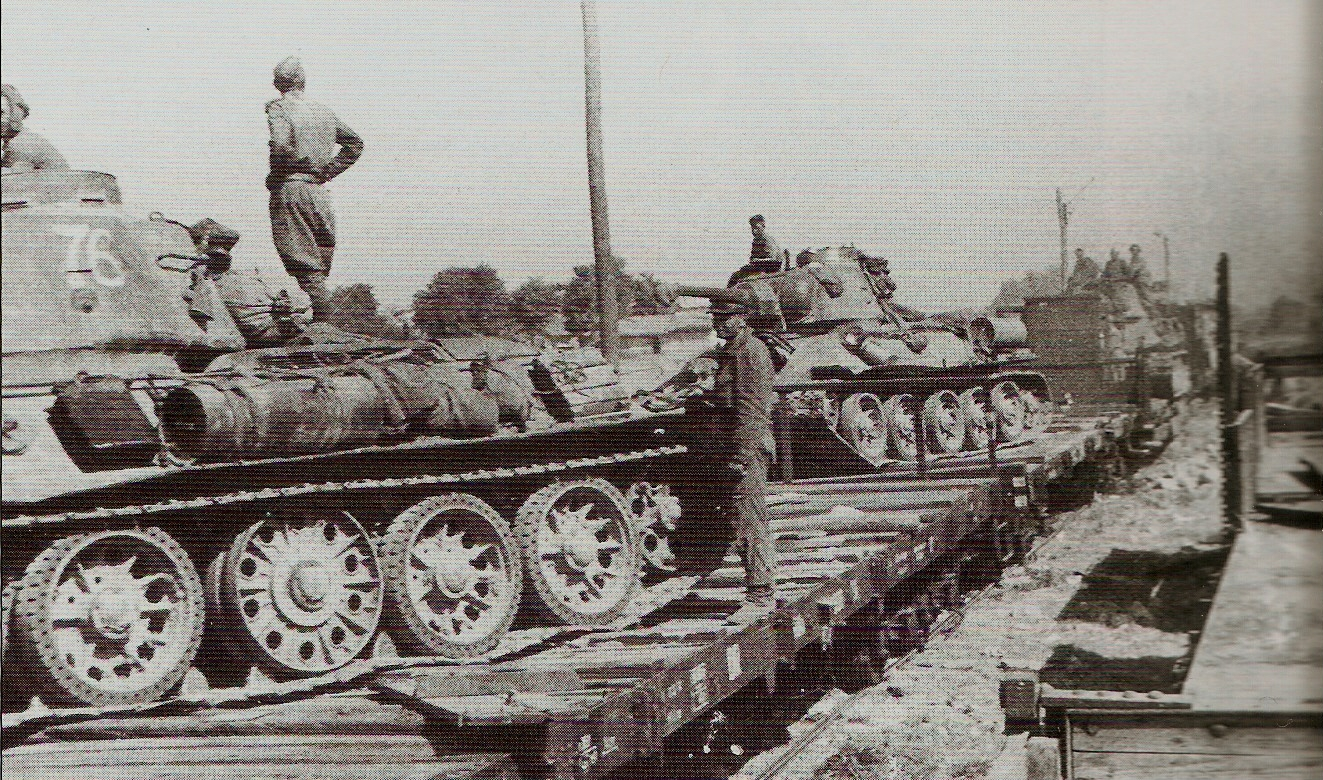
I mezzi corazzati del 4º Corpo meccanizzato delle guardie (4-j gvardejskij mechanizirovannyj korpus) affluiscono sul fronte rumeno nell'estate 1944.

Il Mechanizirovannyj korpus (in cirillico механизированный корпус), nelle fonti in lingua italiana Corpo meccanizzato, era un tipo di unità militare costituita dall'Armata Rossa sovietica durante la seconda guerra mondiale a partire dal settembre 1942. Equipaggiata con numerosi carri armati e cannoni semoventi e dotata anche di un cospicuo supporto di fanteria motorizzata e artiglieria, il mechanizirovannyj korpus era la formazione organica più potente di cui disponessero i sovietici; interamente mobile era in grado contemporaneamente di effettuare uno sfondamento delle linee nemiche, di avanzare in profondità e di respingere un eventuale contrattacco dell'avversario. 
Durante la seconda guerra mondiale vennero costituiti 14 corpi meccanizzati che vennero impiegati isolatamente a disposizione dei vari Fronti come potente forza mobile o inquadrati nelle Armate corazzate, insieme ai Corpi carri, o nei cosiddetti Gruppi di cavalleria meccanizzata insieme ai corpi di cavalleria. Nove dei 14 corpi meccanizzati ricevettero il titolo onorifico di unità delle guardie per i risultati raggiunti sul campo di battaglia. 
I corpi meccanizzati del periodo 1942-1945 non devono essere confusi con i "corpi meccanizzati" costituiti dall'Armata Rossa nel periodo 1940-1941 che erano formazioni del tutto diverse per equipaggiamento e struttura organica e che vennero in gran parte distrutte nelle prime settimane dell'operazione Barbarossa e rapidamente disciolte dall'alto comando sovietico.

## Storia

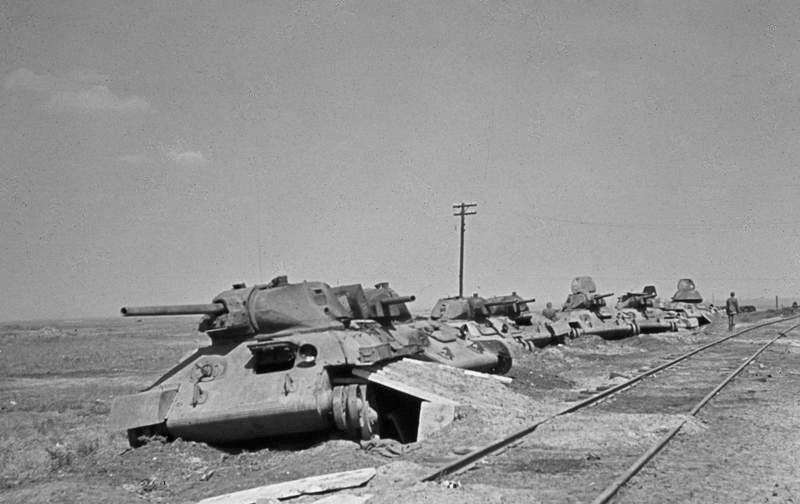
Numerosi carri sovietici T-34 distrutti nel corso dei combattimenti sulla strada per Stalingrado nell'estate 1942.

Le drammatiche battaglie della primavera e dell'estate 1942 evidenziarono chiaramente che i nuovi tankovyj korpus, appena costituiti dall'alto comando dell'Armata Rossa, non erano in grado per il momento, nonostante la qualità dei loro carri armati e il coraggio degli equipaggi, di affrontare con successo le molto più esperte e organizzate Panzer-Division tedesche. La seconda battaglia di Char'kov, gli scontri a Voronež all'inizio dell'operazione Blu e le disperate battaglie sulle vie di accesso a Stalingrado furono caratterizzate soprattutto dalle perdite incredibilmente alte subite dai nuovi Corpi corazzati sovietici a causa principalmente dell'inesperienza dei quadri di comando e della mancanza di fanteria motorizzata e artiglieria semovente totalmente assente in queste nuove formazioni sovietiche. I corpi carri non si dimostrarono unità organiche ben bilanciate e disponevano soprattutto di carri armati ma erano privi di tutti gli elementi di sortegno e supporto necessari per mantenere le posizioni raggiunte e resistere ai contrattacchi tedeschi. La soluzione studiata dallo Stavka e dal comando superiore delle forze corazzate dell'Armata Rossa per superare queste carenze e disporre finalmente di unità mobili adeguate ad affrontare un nemico esperto e capace, furono i nuovi "corpi meccanizzati" (Mechanizirovannyj korpus) che iniziarono ad essere costituiti nel settembre 1942.
L'elemento più importante di queste nuove formazioni era la "brigata meccanizzata" che era costituita da tre battaglioni di fucilieri motorizzati rinforzati da un reggimento di carri armati; in questo modo ogni brigata contava circa 2.100 soldati e 39 mezzi corazzati; tre brigate meccanizzate furono assegnate ad ogni Corpo meccanizzato che disponeva anche di una brigata carri con ulteriori 65 mezzi corazzati; furono inoltre aggregati cospicui reparti di sostegno e supporto, compresa artiglieria campale leggera, antiglieria antiaerea, artiglieria anticarro e mortai. Persisteva invece anche nei Corpi meccanizzati la carenza di autocarri e mezzi di trasporto per le truppe; i sovietici dovettero ricorrere spesso a soluzioni d'emergenza come quella di trasportare i fucilieri all'esterno dei carri per assicurare la presenza di forze di fanteria accanto ai mezzi corazzati in avanzata. Nel complesso i corpi meccanizzati avevano un numero di effettivi molto maggiore dei tankovyj korpus: dal 1942 al 1945 la forza effettiva autorizzata aumentò da 13.559 soldati a 16.442 uomini, ma ci furono anche corpi meccanizzati particolarmente rinforzati per missioni speciali, come il 4º Corpo meccanizzato nell'operazione Urano durante la battaglia di Stalingrado e il 4º Corpo meccanizzato delle guardie nell'offensiva di Belgrado, che contarono fino a 20.000 effettivi. Anche in termini di mezzi corazzati i corpi meccanizzati al momento della loro costituzione erano più potenti dei corpi carri; considerando i mezzi delle tre brigate meccanizzate e quelli della brigata carri, disponevano di un numero di carri armati variabile tra 175 e 224, mentre negli ultimi anni di guerra, rinforzati da reparti speciali di carri pesanti e di semoventi d'artiglieria, arrivarono a contare fino a 280 mezzi corazzati come nel caso del 6º Corpo meccanizzato delle guardie durante l'offensiva Vistola-Oder del 1945.

## Mechanizirovannyj korpus dell'Armata Rossa
- 1º Corpo meccanizzato - formazione: 8 settembre 1942
- 2º Corpo meccanizzato - formazione: 8 settembre 1942, diventa il 7º Corpo meccanizzato delle guardie il 26 luglio 1943
- 3º Corpo meccanizzato - formazione: 18 settembre 1942, diventa l'8º Corpo meccanizzato delle guardie il 23 ottobre 1943
- 4º Corpo meccanizzato - formazione: 18 settembre 1942, diventa il 3º Corpo meccanizzato delle guardie il 18 dicembre 1942
- 5º Corpo meccanizzato - formazione: 18 settembre 1942, diventa il 9º Corpo meccanizzato delle guardie il 12 settembre 1944
- 6º Corpo meccanizzato - formazione: 26 novembre 1942, diventa il 5º Corpo meccanizzato delle guardie il 9 gennaio 1943
- 7º Corpo meccanizzato - formazione: gennaio 1943
- 8º Corpo meccanizzato - formazione: febbraio 1943
- 9º Corpo meccanizzato - formazione: gennaio 1943
- 10º Corpo meccanizzato - formazione: 1 dicembre 1944
- 13º Corpo meccanizzato - formazione: 1 dicembre 1942, diventa il 4º Corpo meccanizzato delle guardie il 9 gennaio 1943
- 1º Corpo meccanizzato delle guardie - formazione: 2 novembre 1942
- 2º Corpo meccanizzato delle guardie - formazione: 15 ottobre 1942
- 6º Corpo meccanizzato delle guardie - formazione: 26 giugno 1943